# Josef Zimmermann (Polizeipräsident)
Josef Zimmermann (* 23. November 1871 in Hirrlingen, Württemberg; † 26. Januar 1929 in Frankfurt am Main) war ein deutscher Politiker der SPD. Zimmermann war von 1920/21 bis 1926 Landrat im Landkreis Höchst und anschließend bis zu seinem Tod Polizeipräsident von Frankfurt am Main. Er war Mitglied im Provinziallandtag der Provinz Hessen-Nassau und stellvertretendes Mitglied im Preußischen Staatsrat. 

## Leben
Zimmermann besuchte die Volksschule in Höfendorf in der Hohenzollernschen Alb und absolvierte von April 1885 bis April 1888 eine Malerlehre in Heilbronn. Seine Gesellenwanderung führte ihn nach Ludwigsburg, München, Stuttgart, Zürich, Luzern und Tübingen. Von November 1891 bis September 1894 leistete er seinen Wehrdienst bei der Württembergischen Armee in Stuttgart. Nach Beendigung des Militärdienstes wurde er erneut Malergehilfe in Tübingen und ab 1896 in Frankfurt am Main, parallel besuchte Zimmermann gewerbliche Fortbildungsschulen. 
Er wurde 1896 Gewerkschaftsmitglied des Maler- und Weißbinderverbandes und trat 1897 in die SPD ein. Im Oktober 1899 wurde er Angestellter der Verwaltungsstelle Frankfurt des Maler- und Weißbinderverbandes und stieg 1902 zu deren Geschäftsführer auf. Am 1. Mai 1905 wurde Zimmermann die hauptamtliche Leitung des Frankfurter Bezirkes des Malerverbandes übertragen, diese Position behielt er bis 1920. Bei der Wahl zum Deutschen Reichstag kandidierte er 1912 erfolglos im Wahlkreis Wiesbaden 4 (Ober- und Unterlahnkreis): In diesem ländlich geprägten Wahlkreis schied er mit 15,7 % der Stimmen bereits im ersten Wahlgang aus. Ab 1914 war er Vorsitzender der Pressekommission der Frankfurter SPD-Zeitung Volksstimme. 
Von Januar 1915 bis Juni 1921 war Zimmermann Stadtverordneter in Frankfurt am Main, von 1920 bis 1921 als Fraktionsvorsitzender der SPD sowie Vorsitzender des Parteiverbands Frankfurt-Stadt. Bereits seit dem 15. September 1920 wurde er mit der kommissarischer Leitung des Landratsamtes in Höchst beauftragt. Im April 1921 berief ihn der preußische Innenminister zum Landrat von Höchst, ein Amt, das er bis 1926 ausübte. Allerdings wurde er von Mai 1923 bis September 1924 von den französischen Besatzungsbehörden aus den linksrheinischen Gebieten ausgewiesen. Ab März 1926 übernahm Zimmermann kommissarisch die Leitung des Polizeipräsidiums von Frankfurt am Main, seit dem 22. Juni 1926 hatte er auch offiziell das Amt des Polizeipräsidenten inne.
Zimmermann war von 1920 bis 1925 und erneut von 1926 bis 1928 Mitglied im Nassauischen Kommunallandtag und Mitglied im Provinziallandtag der preußischen Provinz Hessen-Nassau, wo er zunächst den Stadtkreis Frankfurt am Main und später den Kreis Höchst vertrat. Von Mai 1921 bis zu seinem Tod war er außerdem stellvertretendes Mitglied im Preußischen Staatsrat. Seine Wahl als Provinziallandtagsmitglied in den preußischen Staatsrat zum Stellvertreter von Eduard Gräf im Februar 1926 erfolgte irrtümlich, ursprünglich war Hans Plewe vorgesehen. Der Fehler wurde im Januar 1927 korrigiert, Zimmermann war nun Stellvertreter von Georg Häring und nach Zimmermanns Tod wurde Georg Thöne sein Nachfolger.
Noch während seiner Amtszeit als Polizeipräsident starb Josef Zimmermann am 26. Januar 1929, im Alter von 57 Jahren, in Frankfurt.